# シーケー東北
シーケー東北株式会社（シーケーとうほく）は、青森・岩手・秋田の3県でコンビニエンスストア、サークルKのフランチャイズをしていた企業。
サークルKの日本フランチャイジーである「サークルケイ・ジャパン」（当時）のグループ会社であった。

## 沿革
- 2003年3月1日 - 「サークルケイ・ノースジャパン」とコンビニエンスストア営業業務の譲渡契約を交わす。
  - サークルKの北東北エリア・フランチャイズをしていた、亀屋みなみチェーンの子会社「サークルケイ・ノースジャパン」が、コンビニエンスストア経営から撤退したため、営業業務をそのまま引き継ぐ。
  - シーケー東北本部は青森市卸町のノースジャパン本社社屋にそのまま入居し、同社を退職した全従業員70人の雇用を引き受けた。
  - 変更直後は会社交代による名義変更の影響で、直営店で酒・たばこの販売ができなくなる等の事態が生じた。
- 2004年6月1日 - 「サークルケイ・ジャパン」（3代目）に吸収合併され消滅。